# Friedrichsgrundbach
Der Friedrichsgrundbach ist ein Nebenfluss der Elbe im Osten von Dresden. Benannt ist er nach dem Friedrichsgrund, einem rechtselbischen Seitental, das sich zwischen dem Dresdner Stadtteil Pillnitz und der Meixmühle erstreckt.

## Verlauf

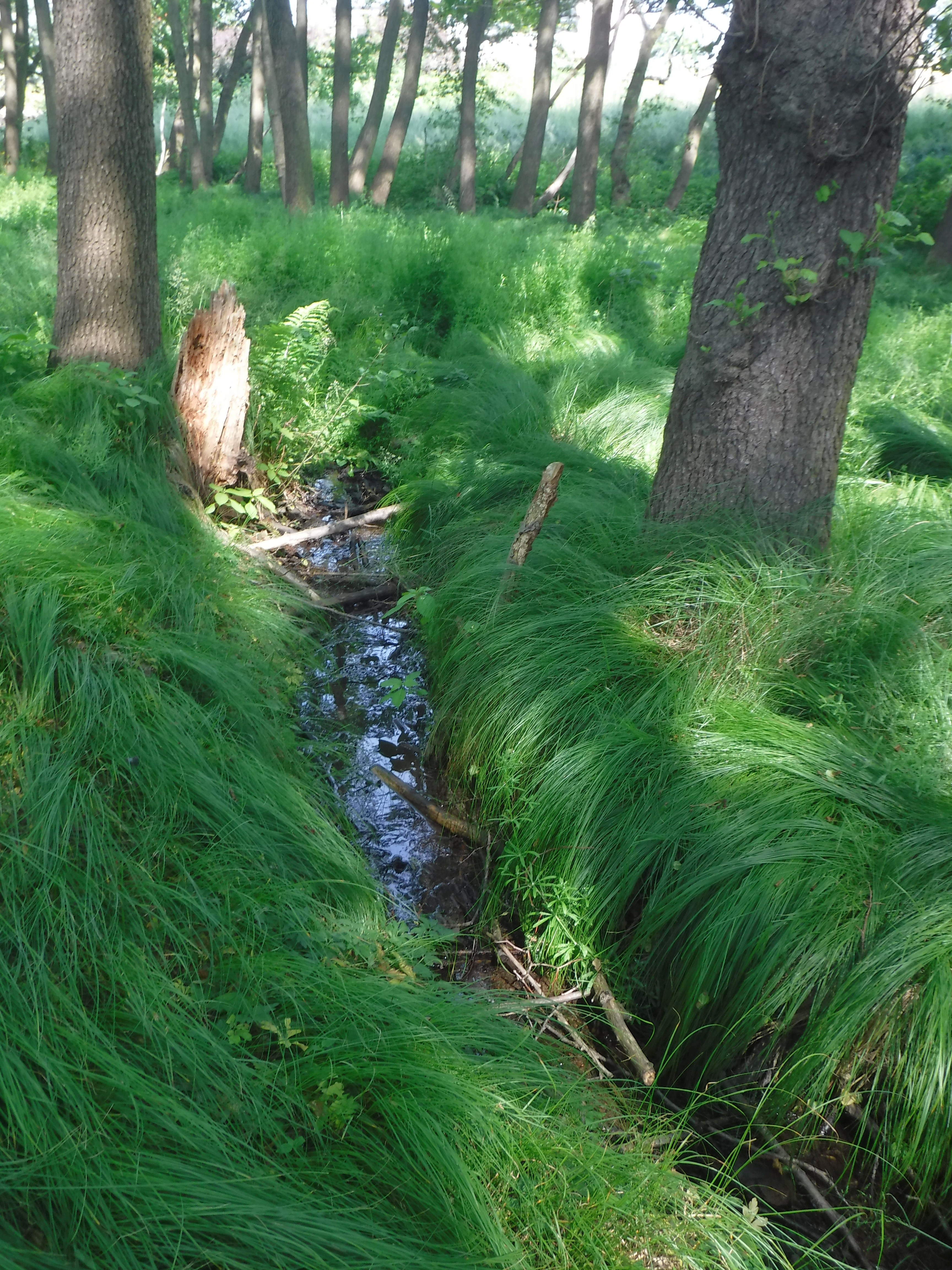
Bach kurz nach der Quelle in Reitzendorf

Der Bach entspringt im Dresdner Stadtteil Reitzendorf. Er fließt zunächst in südlicher, danach in südwestlicher Richtung. Nach 4,7 Kilometern Fließstrecke mündet der Bach nordwestlich von Schloss Pillnitz orografisch rechts in die Elbe.
Im Oberlauf verläuft der Bach durch Reitzendorf. Dort reichen Bebauung, Verkehrsflächen und Gräben bis an das Gewässer heran. Das Ufer ist großteils mit Steinen und Ufermauern befestigt. Auf kurzen Abschnitten ist der Bach verrohrt. Anschließend durchfließt der Bach den Friedrichsgrund. Bis zur Meixmühle hat er dort einen natürlichen Zustand, ist an der Mühle selbst verrohrt. Bis zur Pillnitzer Meixstraße verläuft der Bach wieder in einem oft unverbauten Bett. Zur Erhaltung des parallel verlaufenden Wanderwegs befinden sich trocken gesetzte Natursteinmauern am rechten Ufer. Ab dem Erreichen der Bebauungsgrenze von Pillnitz an der Meixstraße wird der Friedrichsgrundbach beidseitig mit Uferstützmauern gefasst. Die Sohle ist dort mit Natursteinen gepflastert. An der Mauer von Schloss Pillnitz teilt sich der Bach in den Orangeriegraben, der den Englischen Teich speist und in einen unterirdischen Stollen. Nach 200 Metern vereinigen sich die Teile wieder um kurz darauf in die Elbe zu münden.
Im 4,5 Quadratkilometer großen Einzugsgebiet des Friedrichsgrundbachs befinden sich zwanzig naturnahe bis bedingt naturnahe Sicker-, Fließ- und Linearquellen: die Friedrichsgrund-Seitengrund-Quellen 1 bis 14, die Vogelgrundbach-Quelle und die Vogelgrund-Seitengrund-Quellen 1 bis 5. Die Flächennutzung wird im Einzugsgebiet überwiegend von der Landwirtschaft geprägt.

## Gewässerzustand
Der Friedrichsgrundbach ist aufgrund seines Einzugsgebietes von unter 10 Quadratkilometern kein eigener Wasserkörper nach der Europäischen Wasserrahmenrichtlinie (WRRL). Der Bach gehört zum Gewässertyp 5 (WRRL): „Grobmaterialreiche, silikatische Mittelgebirgsbäche“. Der Friedrichsgrundbach ist ein Elbhangbach mit größerem Gefälle. Das Bachbett besteht vorwiegend aus grobmaterialreichen Substraten wie Steinen und Kies. Der geologische Untergrund ist durch Granodiorit, Blockschutt und Lösslehm geprägt. Im naturnahen Oberlauf sind abschnittsweise wertvolle Strukturen aus Totholz und Treibgutansammlungen anzutreffen.
Im Verlauf des Friedrichsgrundbachs befinden sich keine Wasserrückhalte- und Stauanlagen. An einer Stelle in Reitzendorf und an vier Stellen in Pillnitz wird Regenwasser eingeleitet. In Pillnitz wurden ein Geschiebefang und vier Treibgutfänge eingerichtet.

## Naturschutz
Der Friedrichsgrundbach befindet sich im Naturschutzgebiet „Dresdner Elbhänge“ und in den Landschaftsschutzgebieten Schönfelder Hochland und Elbhänge Dresden-Pirna sowie im FFH-Gebiet Elbhänge zwischen Loschwitz und Bonnewitz.
Am Friedrichsgrundbach finden sich 178 geschützte Biotope wie zahlreiche Streuobstwiesen, Sümpfe, Quellbereiche, natürliche oder naturnahe Bereiche fließender und stehender Binnengewässer einschließlich ihrer Ufer und der dazugehörigen uferbegleitenden natürlichen oder naturnahen Vegetation, magere Frisch- und Bergwiesen sowie höhlenreiche Altholzinseln. Erwähnenswert ist das Vorkommen von Bitterem Schaumkraut.

## Kulturdenkmale am Friedrichsgrundbach

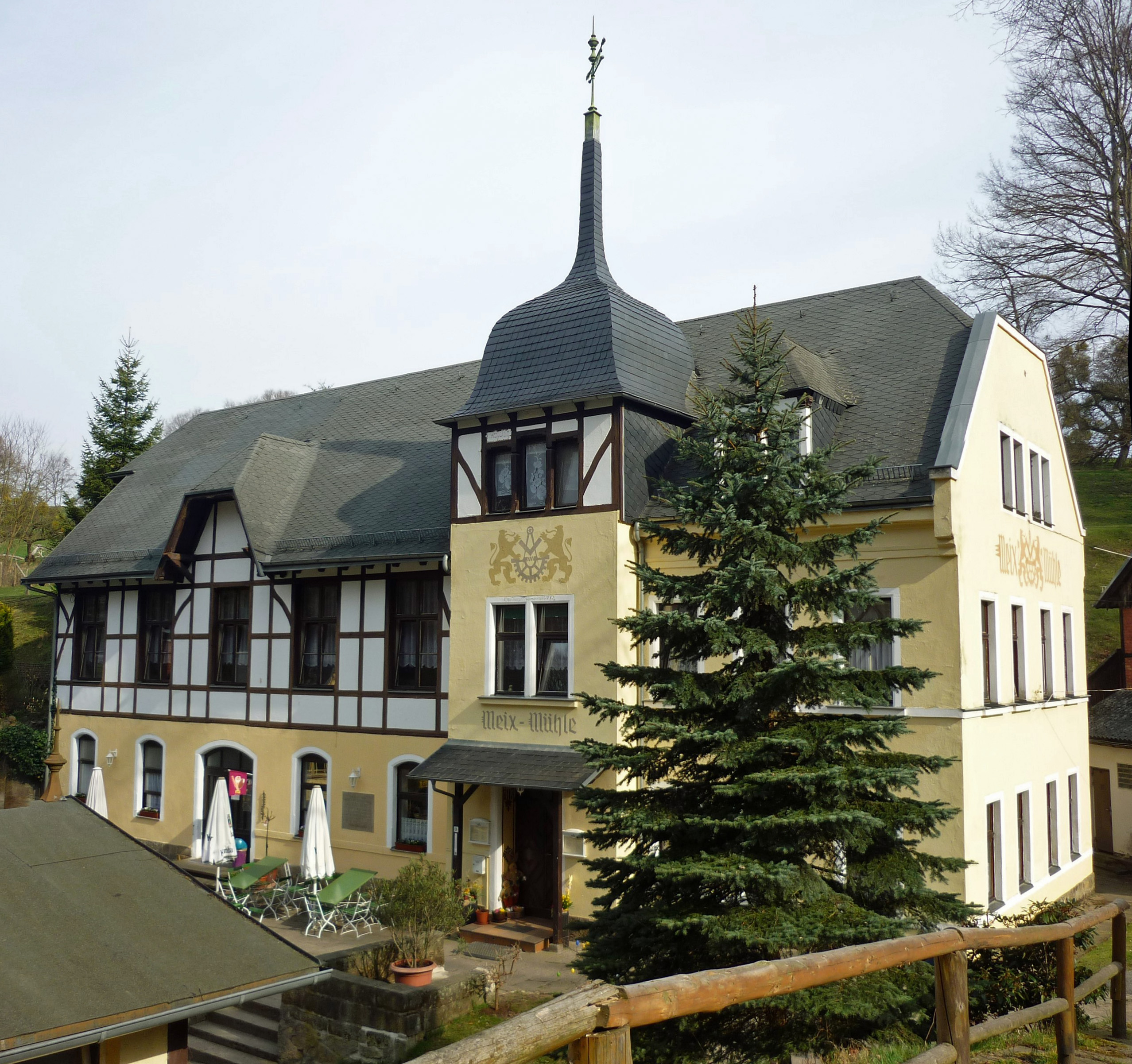
Die Meixmühle

Im Verlauf des Friedrichsgrundbachs befinden sich zahlreiche Kulturdenkmale. Unter anderem die 1403 erstmals erwähnte Meixmühle mit der 1903 errichteten Drachenburg. Kurz vor der Mündung durchfließt der Friedrichsgrundbach noch den Park von Schloss Pillnitz.

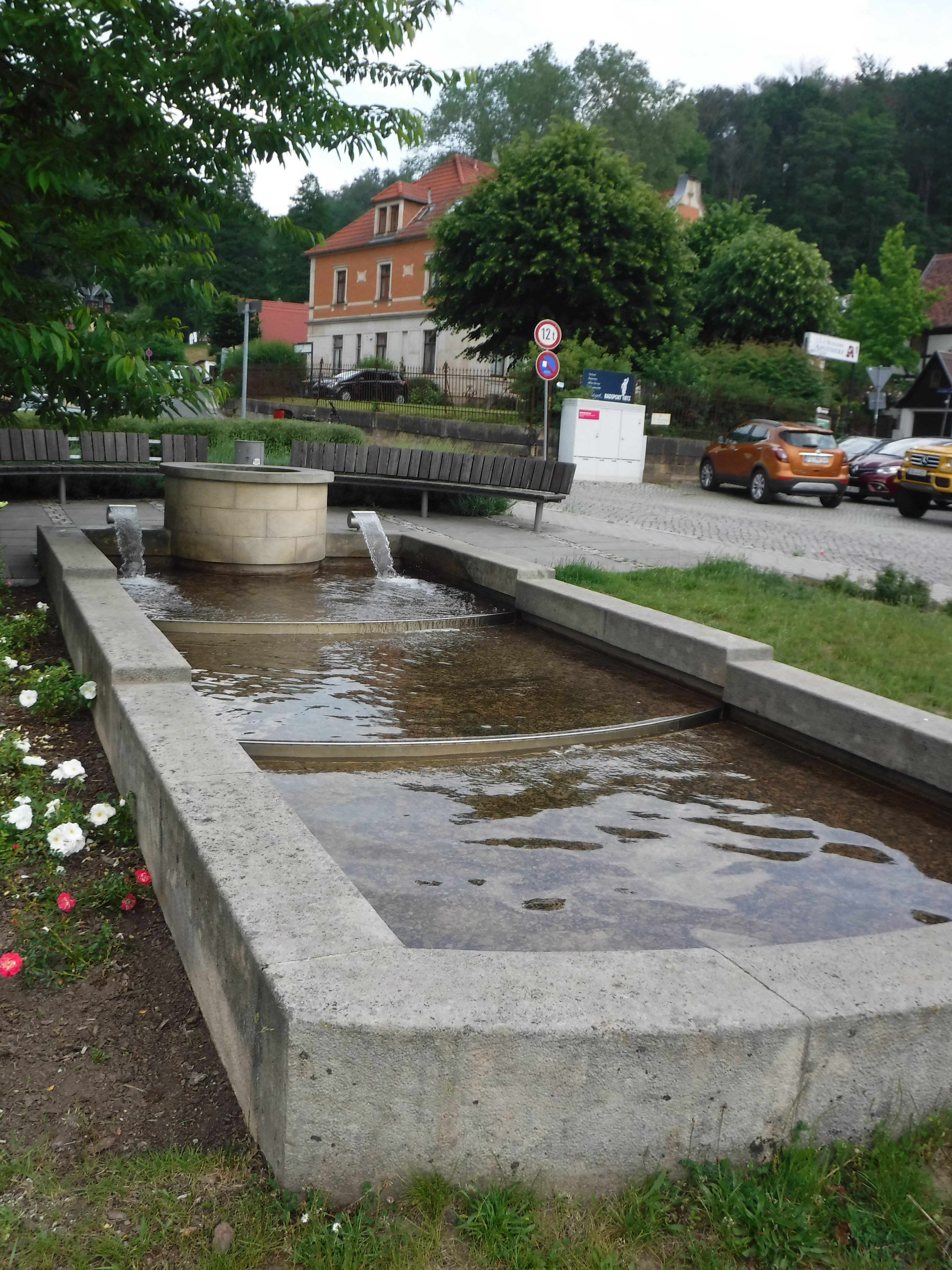
Rathausbrunnen Pillnitz

Im Mai 2007 konnte auf dem Pillnitzer Dorfplatz, in der Nähe des früheren Pillnitzer Rathauses, ein neuer Brunnen eingeweiht werden. Unter dem Brunnen verläuft der verrohrte Friedrichsgrundbach. Der neue Brunnen visualisiert den Bachverlauf. Durch einen zylindrischen Schacht wird der Bach selbst sichtbar. Drei Wasserbecken erinnern an die ursprüngliche Form des Brunnens. Der Beckenrand ist aus sächsischem Sandstein und die Beckensohle aus rötlichem, finnischem Granit gefertigt. Die Brunnenanlage wird mit Regen- und Trinkwasser gespeist. Eine Umwälzpumpe sorgt für Wasserbewegung. Entleert wird der Brunnen in den Bach. Die Brunnenanlage kostete 65.000 Euro, die Grünfläche 15.000 Euro. Finanziert wurde das Projekt mit Mitteln der Stadt und Spenden. Der Brunnen ist der Nachfolger eines bereits in den 1990er Jahren außer Betrieb genommenen Brunnens.

## Hochwasser
In der Ortslage Reitzendorf gab es bisher nur lokale Überflutungen mit geringen Schäden. In der Ortslage Pillnitz haben Hochwasser des Friedrichsgrundbachs schon häufiger große Schäden angerichtet.
So kam es am 27. Juli 1850 nach einem Starkniederschlag am Borsberg zu erheblichen Abflüssen. In Pillnitz rissen die Wassermassen einige Häuser mit, die Meixstraße wurde völlig zerstört. Große Schäden entstanden vor allem durch Geröll. Die Mauer des Pillnitzer Schlossparks wurde niedergerissen und das Wasser- oder Bergpalais beschädigt.
Bei einem Hochwasserereignis am 4. Juli 1918 wurde unter anderem die Ufermauer im
Bereich Orangeriestraße zerstört und die Dresdner Straße unterspült. Ein Anwohner wurde von den Fluten mitgerissen und konnte nur noch tot aus der Elbe geborgen werden.
Weitere große Schäden vor allem am Flussbett, aber auch am Schlosspark Pillnitz, gab es am 31. Mai 1995, im August 2002 und im Juni 2013.

## Galerie

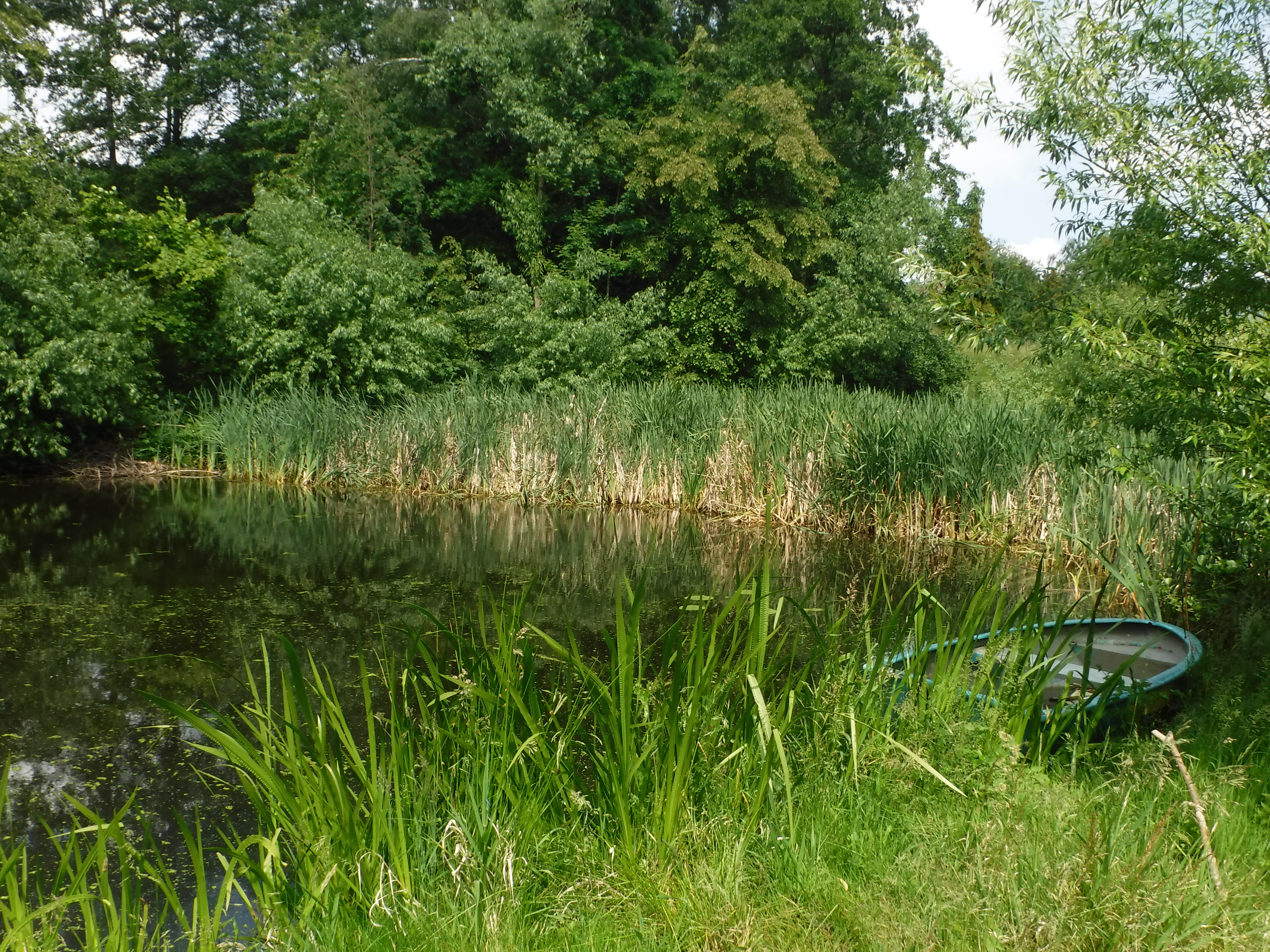
Grundteich in Reitzendorf
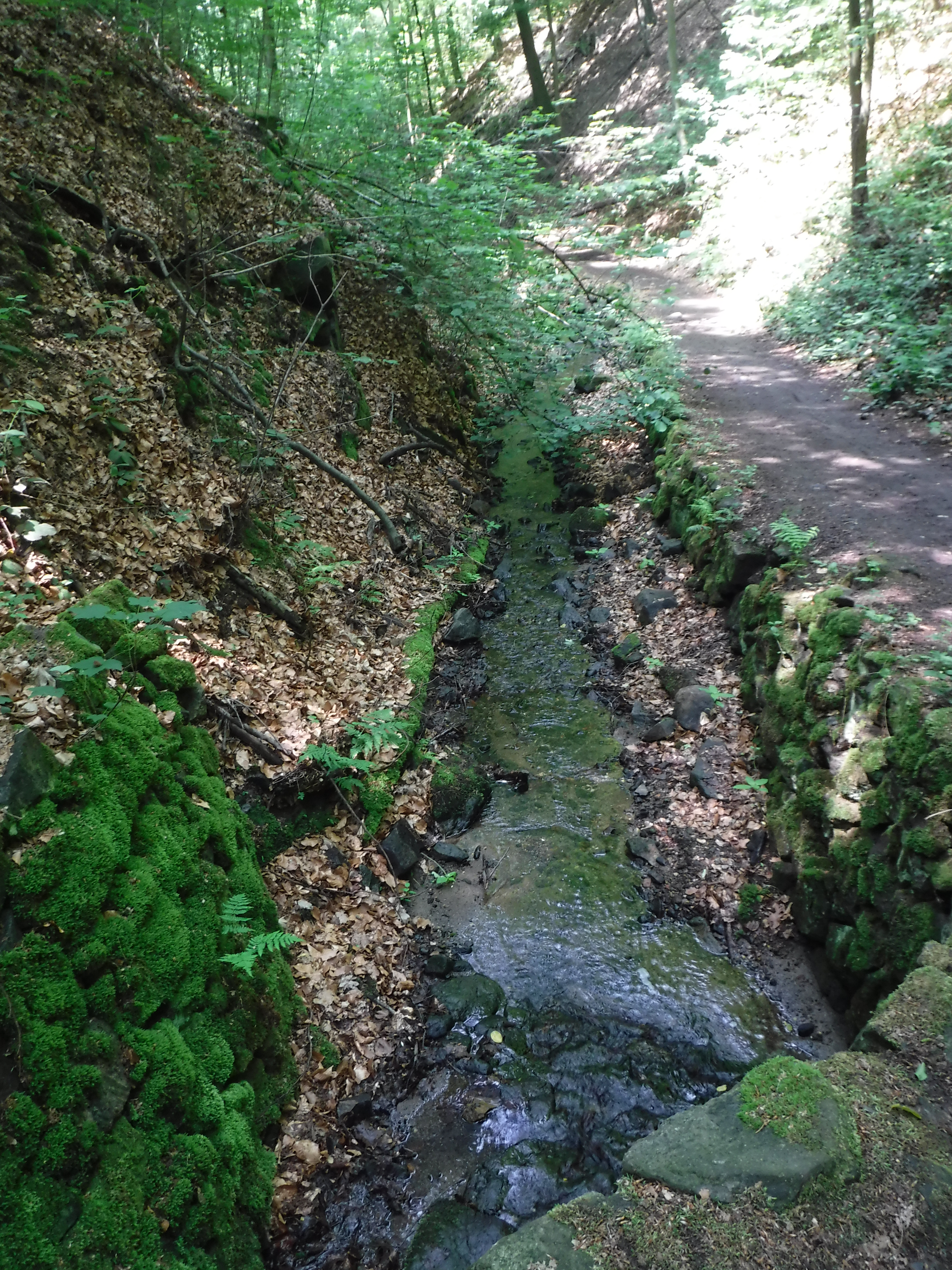
Bach im Friedrichsgrund mit Trockensteinmauer
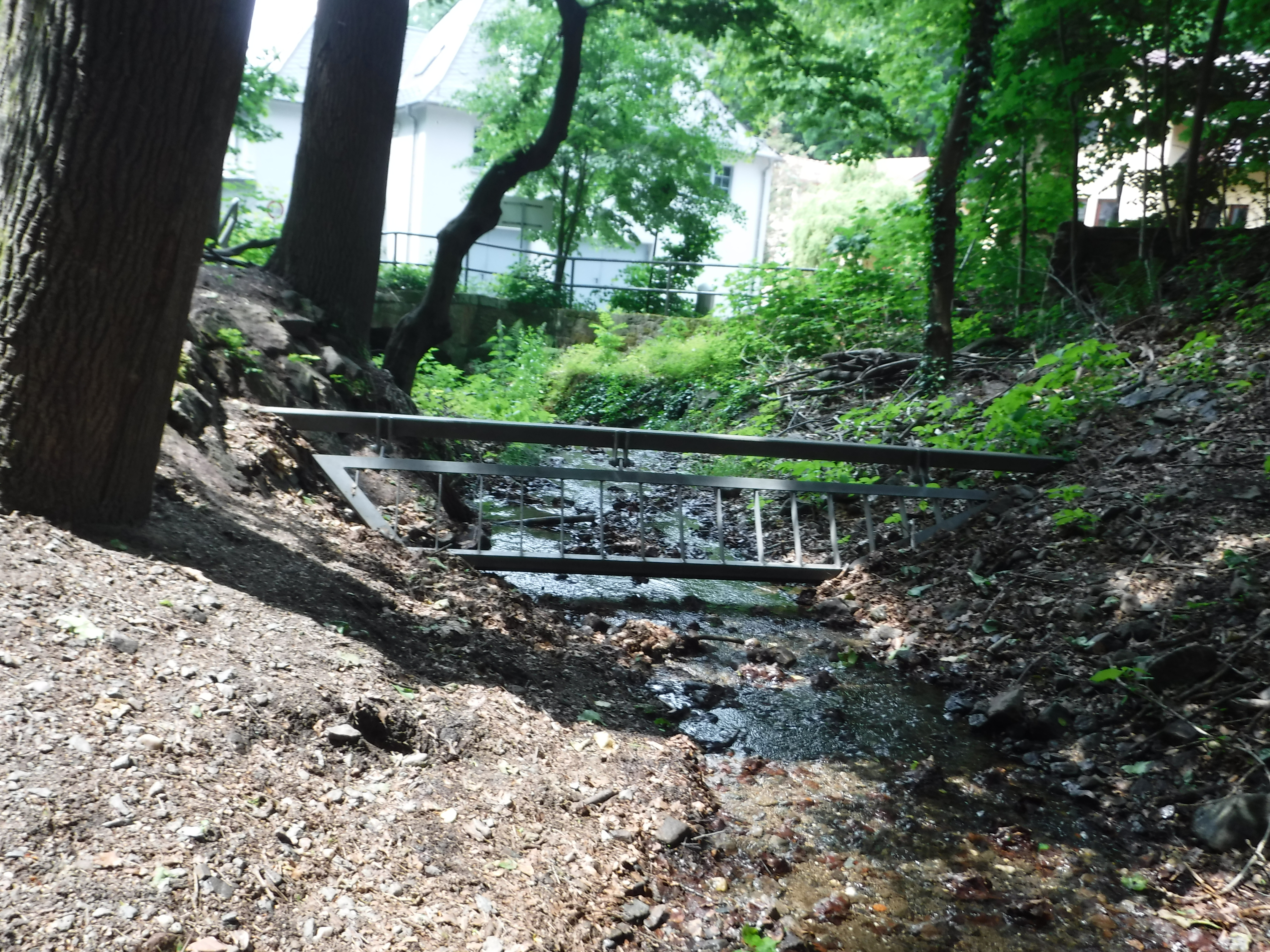
Geschiebefang in Pillnitz
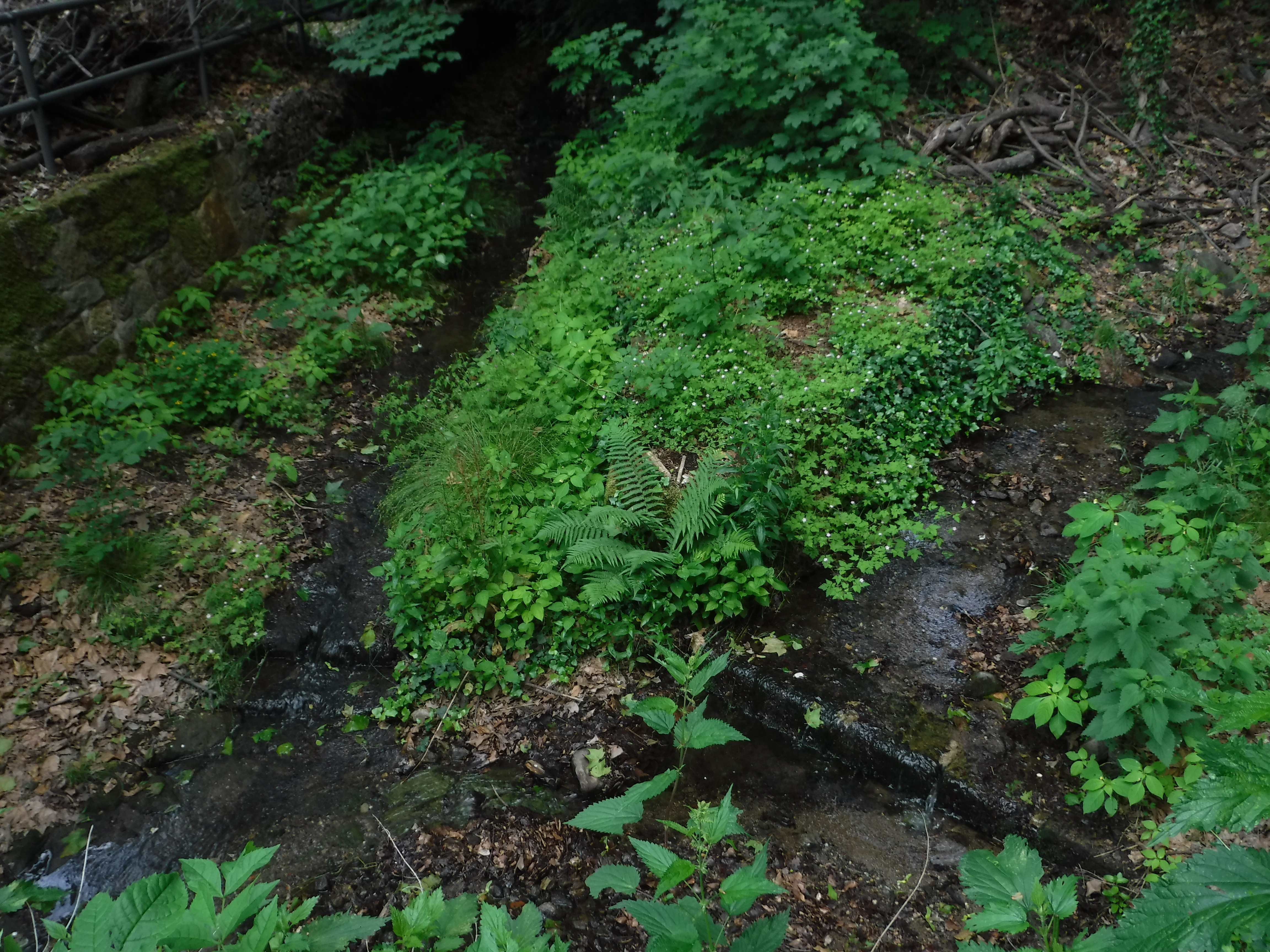
Zufluss des Krieschendorfer Bachs
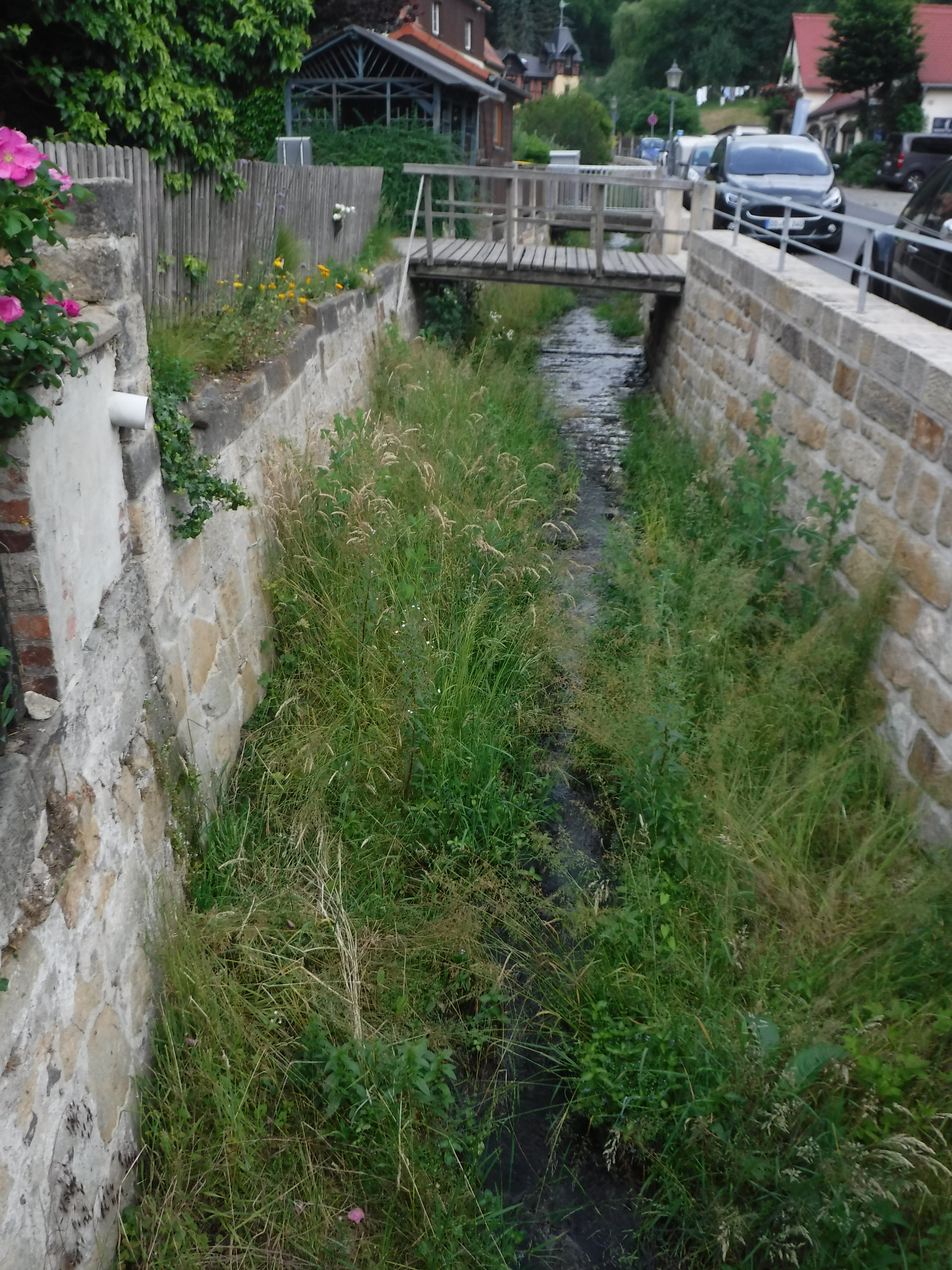
Künstliches Flussbett in Pillnitz
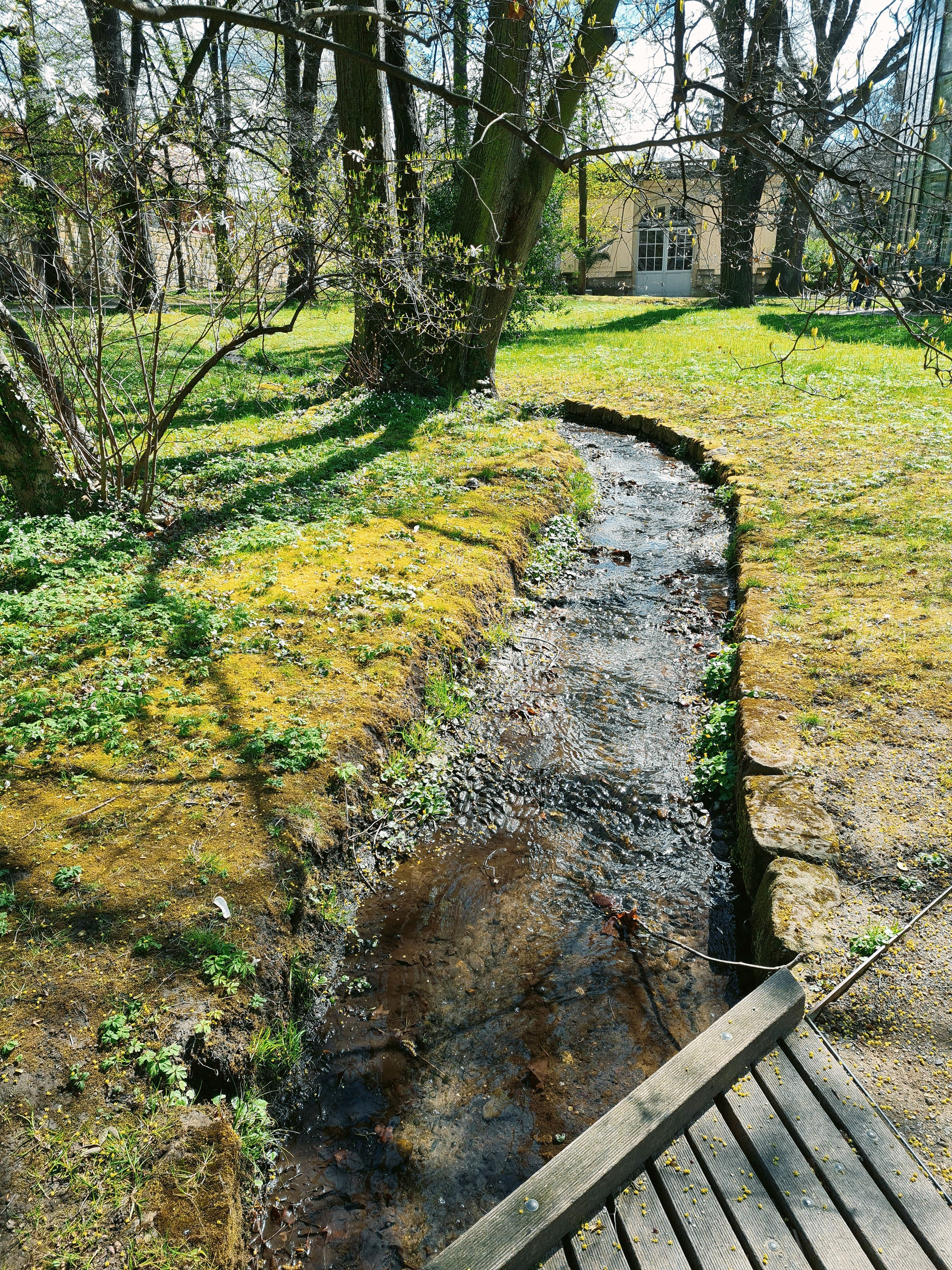
Verlauf im Schlosspark Pillnitz
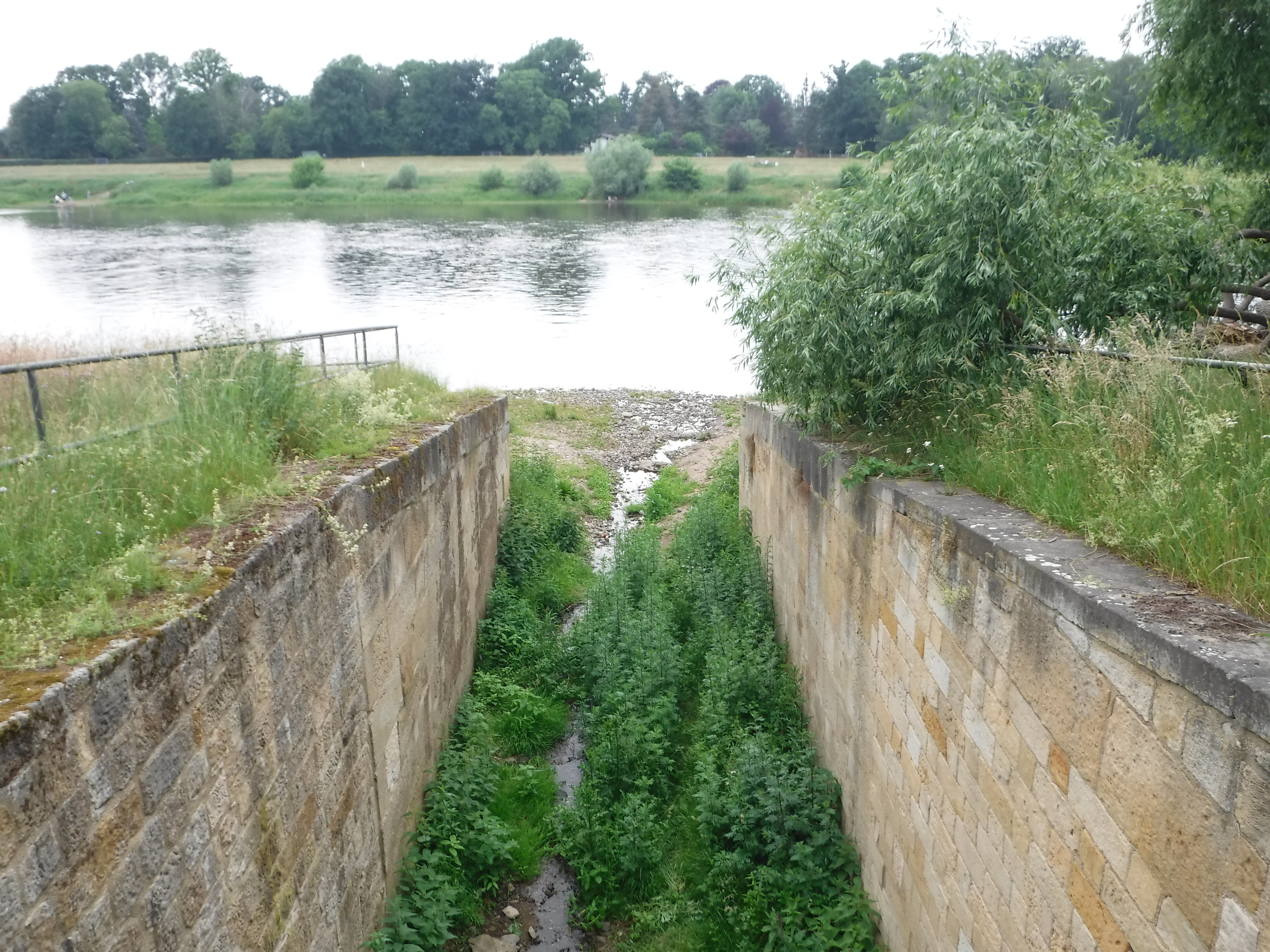
Mündung in die Elbe